# Mine de Voisey's Bay
La mine de Voisey's Bay, ou mine de la baie de Voisey, est une mine de nickel-cuivre-cobalt exploitée par Inco, une filiale de l'entreprise brésilienne Vale, et située à proximité de la baie du même nom, dans la province de Terre-Neuve-et-Labrador, au Canada. Les importantes réserves et ressources, ainsi que les fortes teneurs en métaux, en font l'un des principaux gisements mondiaux de nickel sulfuré avec ceux de Sudbury, Norilsk, Jinchuan ou encore Raglan. La découverte du gisement en 1993 est considérée comme l'une des plus importantes de la fin du XXe siècle pour les gisements nickélifères. Ouverte en 2005, la mine est programmée pour fonctionner pendant 30 ans et fermer en 2035.
Les réserves et ressources cumulées du gisement sont estimées à 141 millions de tonnes, avec des teneurs de 1,63 % en nickel, 0,85 % en cuivre et 0,09 % en cobalt.

## Géographie

### Situation
La mine de Voisey's Bay est située sur la côte orientale de la province de Terre-Neuve-et-Labrador, donnant sur l'océan Atlantique. Elle se trouve à environ 35 km au sud-ouest du village de Nain, à 75 km au nord-ouest de la communauté de Natuashish, et à plus de 1 100 km au nord de Saint-Jean de Terre-Neuve, la capitale provinciale.

### Géologie régionale
Le gisement de Voisey's Bay est situé au sein du batholite de Nain, principalement constitué d'anorthosite, de granite et d'autres types d'intrusions associées. Daté du Mésoprotérozoïque (1 363 – 1 289 Ma), il est constitué de deux séquences d'intrusions, avec une évolution du magma caractérisée par des débuts de séquences à intrusions anorthositiques, puis un passage progressif vers des intrusions de plus en plus granitiques en fin de séquence.

## Gisement

### Géologie du gisement

#### Intrusion de Voisey's Bay
Le gisement de Voisey's Bay est localisé au sein de l'intrusion homonyme, datée de 1 332,7 ± 1,0 Ma, ce qui en fait l'une des plus anciennes unités du batholite de Nain. Elle intruse un vieux socle du Paléoprotérozoïque constitué de gneiss. L'intrusion s'étend sur une longueur d'environ 8 km et est constituée de deux chambres magmatiques, la Western Deeps Chamber et la Eastern Deeps Chamber, reliées par le dyke de Discovery Hill, long de 3 km pour une largeur variant entre 10 et 100 m.

### Réserve et ressource
|       | Réserve (Mt) | Réserve (Mt) | Concentrations réserve (%) | Concentrations réserve (%) | Concentrations réserve (%) | Ressource (Mt) | Ressource (Mt) | Concentrations ressource (%) | Concentrations ressource (%) | Concentrations ressource (%) |
| Année | Prouvée      | Probable     | Ni                         | Cu                         | Co                         | Mesurée        | Supposée       | Ni                           | Cu                           | Co                           |
| ----- | ------------ | ------------ | -------------------------- | -------------------------- | -------------------------- | -------------- | -------------- | ---------------------------- | ---------------------------- | ---------------------------- |
| 2003  | 28,1         | 2,3          | 2,85                       | 1,68                       | 0,14                       | 54,0           | 16,0           | 1,60                         | 0,80                         | 0,10                         |
| 2014  | 11,9         | 2,8          | 2,37                       | 1,32                       | 0,11                       | -              | -              | -                            | -                            | -                            |

## Historique

### Découverte
La présence de minéralisations de nickel et de cuivre à Voisey's Bay est connue dès 1985, pendant les campagnes d'études aéroportées menées par le Département des Mines et de l'Énergie de Terre-Neuve. Cependant, les faibles teneurs en métaux relevées dans les roches affleurantes ne permettent pas de conclure à un potentiel d'exploitation et le site n'est pas davantage étudié. Le gisement est découvert par hasard au cours de l'été 1993 par les géologues prospecteurs Al Chislett et Chris Verbiski, alors à la recherche de gisements de diamant pour le compte de la compagnie Diamond Fields Resources, qui tombent sur des échantillons enrichis en chalcopyrite, minéral porteur du cuivre, avec une teneur en ce métal estimée à 2 % dans les échantillons. Diamond Fields Resources mène par la suite deux campagnes de sondages par forage, au cours des années 1994 et 1995, qui mettent en évidence un très fort enrichissement en nickel, la présence de plusieurs types de minerais, comme la cobaltite ou la magnétite. Les sondages réalisés au niveau de l'« Ovoid » et du « Mini-Ovoid » révèlent des ressources de 31,7 millions de tonnes pour des teneurs de 2,83 % en nickel, 1,68 % en cuivre et 0,12 % en cobalt.

### Négociations et ouverture de la mine
L'accord d'exploitation de la mine est signé le 30 septembre 2002, entre le gouvernement canadien, Inco Ltd, et Voisey's Bay Nickel Company.

### Vers une mine souterraine
La mine est exploitée en puits ouvert depuis son ouverture en 2005.
En mars 2013, le gouvernement de la province de Terre-Neuve-et-Labrador et Vale parviennent à un accord pour prolonger la durée de vie de la mine d'une quinzaine d'années par une évolution de l'exploitation en souterrain,. L'accord entre les deux parties stipule également une dérogation accordée à l'exploitant, pendant les 3 années suivant l'accord, d'extraire le minerai sans avoir à le raffiner dans la province. En contrepartie, Vale verse une compensation financière au gouvernement provincial à hauteur de 100 millions de dollars. La mine souterraine est prévue pour être opérationnelle en 2020, tandis que l'arrêt les opérations dans le puits ouvert est programmé pour 2021. Les travaux de creusement de la mine souterraine ont débuté en 2016 et devraient s'achever en 2022. Cette nouvelle infrastructure permettra de maintenir l'extraction de minerai jusqu'en 2032 et l'activité minière jusqu'en 2034,. Les infrastructures souterraines seront constituées de deux mines exploitant les corps minéralisés de Red Brook et de l'Eastern Deeps. Les estimations réalisées projettent un pic de production de 42 kt de concentré de nickel et de 20 kt de concentré de cuivre.